# Ernst Vogel (Politiker)
Ernst Erasmus Vogel (* 14. November 1810 in Eisleben; † 29. August 1879 in Guben) war ein deutscher Lehrer und Mitglied der Frankfurter Nationalversammlung.

## Leben
Ernst Vogel studierte von 1829 bis 1833 Philosophie und evangelische Theologie in Halle. Dort schloss er sich 1829 der Alten Halleschen Burschenschaft Germania und 1830 der Alten Halleschen Burschenschaft Arminia an. Wegen dieser burschenschaftlichen Betätigung lief ab 1834 ein Strafverfahren gegen ihn, in dessen Verlauf er neun Monate in Untersuchungshaft in Halle und Berlin saß. 1836 wurde er zu sechs Jahren Festungshaft im Ordensschloss Sonnenburg verurteilt und außerdem aus dem Staatsdienst ausgeschlossen. Seine Strafe wurde später zu sechs Monaten verkürzt und seine Wiederaufnahme in den Staatsdienst erlaubt.
Seine universitären Lehrer waren unter anderem Wilhelm Gesenius, Julius August Ludwig Wegscheider, August Tholuck, Hermann Friedrich Wilhelm Hinrichs und Karl Rosenkranz.
Ab 1837 war er Privatlehrer in Sonnenburg. Von 1840 bis 1864 war er Rektor der Stadtschule in Guben.
Im Jahr 1848 war er als Abgeordneter für den Wahlkreis 25. Provinz Brandenburg (Guben) im Frankfurter Nationalversammlung. Er schloss sich den Fraktionen Westendhall und später Märzverein an.
Ab 1864 war er Rektor der höheren Töchterschule in Guben. Dort war er außerdem Gründer des örtlichen Turnvereins (1860) und Mitgründer des Handwerkervereins (1861). Zudem war er Mitglied der Gubener Freimaurerloge Drei Säulen am Weinberge.
Ernst Vogel war der Onkel des Reichstagsabgeordneten Rudolph Vogel (1847–1923).